# Bourgondische kapel

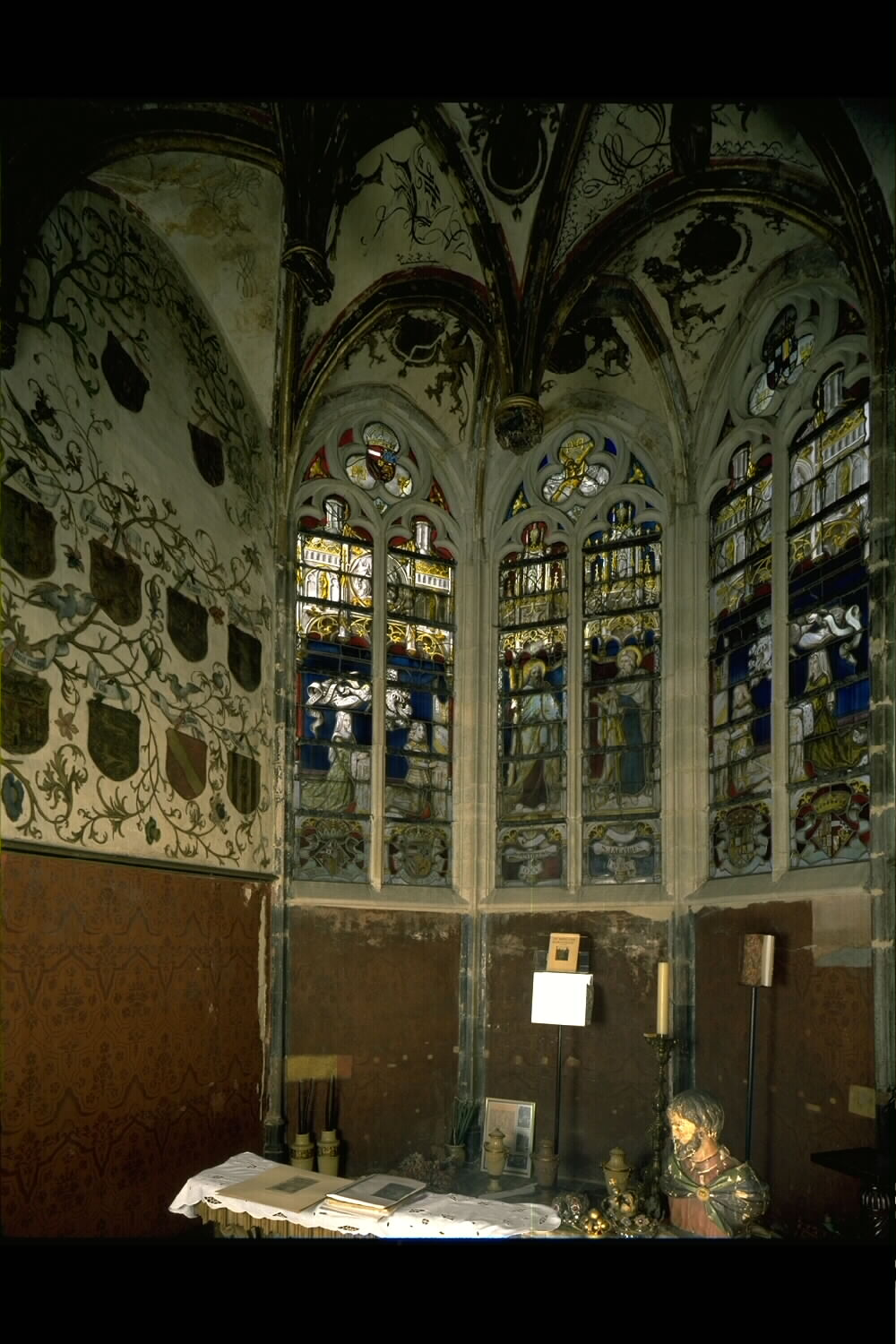
Interieur

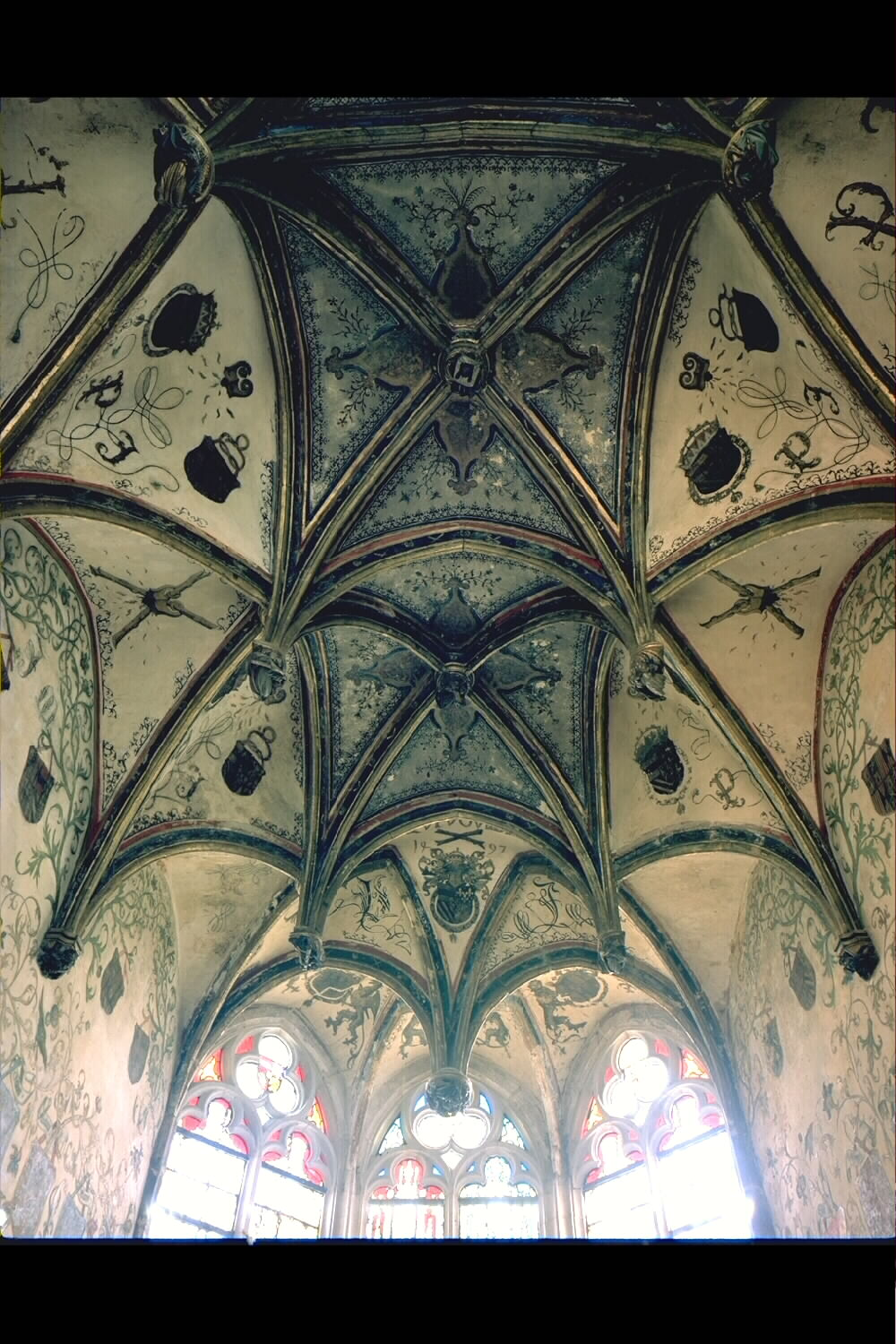
Gewelf

De Bourgondische kapel is een kapel in de stad Antwerpen, gelegen aan Markgravestraat 17.

## Geschiedenis
De kapel werd omstreeks 1490 gebouwd als hofkapel van het Hof van Immerseel, in opdracht van Jan I van Immerseel. Het wisselde regelmatig van eigenaren. Vanaf 1529 werd het hof geleidelijk ingesloten door bebouwing. Vanaf de 18e eeuw raakten de gebouwen van het Hof in verval, en er werd zelfs een vetsmelterij in gevestigd. De gebouwen werden in de 19e eeuw met sloop bedreigd.
In 1876 kwamen de gebouwen in bezit van de dames de Beukelaer. Zij lieten de kapel en de schilderingen daarin restaureren. In 1926 kwam het hof in bezit van de Antwerpse verzekeringsmaatschappij Securitas. Opnieuw werden restauraties uitgevoerd.

## Gebouw
De bouw van deze bakstenen laatgotische kapel wordt wel toegeschreven aan Herman de Wagemaeckere. De kapel is gelegen op de eerste verdieping van het hof. Het koor, aan de noordzijde, kraagt uit als een driezijdig erkertje. Onder de kapel is een doorgang die twee binnenplaatsen met elkaar verbindt.

## Interieur
Bijzonder is de overkluizing met kruisribgewelven. Laatgotisch beeldhouwwerk daarbij toont de passiewerktuigen. De bijzondere laatgotische schilderingen van 1497 tonen wapenschilden en dergelijke die wijzen op Bourgondische vorsten, vandaar ook de naam van de kapel. Ze tonen de band tussen Jan I van Immerseel en de Bourgondiërs. Ook het huwelijk van Filips de Goede met Isabella van Portugal wordt uitgebeeld door middel van wapenschilden.
Ook de sterk gerestaureerde glas-in-loodramen, waarvan het origineel nog slechts fragmentarisch aanwezig was, tonen de diverse belangrijke leden en aangetrouwden van het Bourgondische huis.